# Stenus fuscicornis
Stenus fuscicornis är en skalbaggsart som beskrevs av Wilhelm Ferdinand Erichson 1840. Stenus fuscicornis ingår i släktet Stenus, och familjen kortvingar. Arten har ej påträffats i Sverige.